# Арроюш (Вила-Реал)
Арроюш (порт. Arroios) — населённый пункт и район в Португалии, входит в округ Вила-Реал. Является составной частью муниципалитета Вила-Реал. По старому административному делению входил в провинцию Траз-уш-Монтиш и Алту-Дору. Входит в экономико-статистический субрегион Доуру, который входит в Северный регион. Население составляет 955 человек на 2001 год. Занимает площадь 2,89 км².
Покровителем района считается Иоанн Креститель (порт. São João Baptista).